# Сораја Манучехри
Сораја Манучехри (перс. ثریا منوچهری, Soraya Manouchehri; 1. јануар 1951) била је тридесетпетогодишња жена смртно каменована 15. августа 1986. у свом родном селу Кухпаји, као казна за прељубу. Каменовање се десило упркос томе што доказа сем једног сведочења није било — није сигурно да ли је Сораја стварно била неверна или је прича измишљена.

## Биографија
Манучерчијева је рођена 1. јануара 1951. у иранском планинском селу Кухпаја, које се налази на тридесет пет километара од града Кермана. У селу проводи цео живот. Један од занимљивих догађаја у селу била је посета страних новинара 1960, када је Сораја имала девет година. Наиме, одатле потиче њена једина фотографија.
Са тринаест година, Сораја се удала за Горбана Алија, тада двадесетогодишњака са чијом породицом је њена уговорила брак. Кроз наредне године, Сораја је родила деветоро деце, од којих два мртворођенчета. За време стабилизације Ирана након револуције 1979, Горбан Али је отишао у оближњи град да ради као чувар затвора. Тамо је срео четрнаестогодишњакињу са којом је желео да се ожени.
Напосредно по томе, муж Сорају оптужује да га је преварила. На шеријатском суду, Горбан Алијев рођак сведочи у његову корист, те судија Сорају осуђује на смрт каменовањем. Смртна казна извршена је 15. августа 1986. Сведоци, међу којима је Сорајина тетка Захра Канум једина именована, тврде да је прељуба измишљена како би оптужитељ могао да ожени млађу жену коју је упознао на дужности.

## Завештање
Сорајина тетка Захра Канум је причу о каменовању испричала францускм књижевнику из Нејија на Сени Фрајдуну Сахебџаму којег је срела у Ирану док је он путовао по њему. Француз персијског порекла је ту причу записао, а 1990. и издао у облику романа La Femme Lapidée (Каменована жена), који је 1994. издат на енглеском као The Stoning of Soraya M.: A True Story (Каменовање Сораје М. — Истинита прича). Његова књига послужила је Сајрусу Нурастеу, америчком режисеру персијског порекла, да уз помоћ своје жене Бетси Гифен режира филм Каменовање Сораје М. И Фрајдунова књига и Сајрусов филм су забрањени у Ирану.